# تريسي ك. سميث
تريسي ك. سميث (بالإنجليزية: Tracy K. Smith)‏ هي كاتِبة وشاعرة أمريكية، ولدت في 16 أبريل 1972 في فالموث (كورنوال) في المملكة المتحدة.

## وصلات خارجية
- الموقع الرسمي
- تريسي ك. سميث على موقع الموسوعة البريطانية (الإنجليزية)